# Carlo Francesco di Prussia
Principe Carlo Francesco di Prussia (Potsdam, 15 dicembre 1916 – Arica, 23 gennaio 1975) era l'unico figlio del principe Gioacchino di Prussia e di sua moglie, la principessa Maria Augusta di Anhalt. Suo padre era il figlio minore dell'imperatore Guglielmo II di Germania, egli stesso un nipote della regina Vittoria; ciò rendeva il principe Carlo Francesco un trisnipote della sovrana britannica.

## Biografia
Il principe Carlo Francesco nacque il 15 dicembre 1916 a Potsdam. Fu l'unico figlio nato dal principe Gioacchino di Prussia e da sua moglie, la principessa Maria Augusta di Anhalt. Carlo Francesco era il quarto dei nipoti dell'imperatore a nascere dopo che la prima guerra mondiale era cominciata; era quindi molto giovane quando gli Hohenzollern persero il trono. Suo nonno abdicò nel 1918, e suo padre, il principe Gioacchino, si suicidò nel 1920. All'epoca dell'abdicazione di suo nonno, il principe Carlo Francesco era dodicesimo nella linea di successione al trono di Germania e di Prussia.
Dopo il suicidio di suo padre, Carlo Francesco fu preso in custodia dallo zio paterno, il principe Eitel Federico di Prussia. Come capo legale del Casato di Hohenzollern, egli rivendicò questo diritto poiché l'imperatore Guglielmo aveva emanato un editto piazzando le energie degli Hohenzollern nelle mani di Eitel. Ciò fu successivamente dichiarato essere illegale, e sua madre ottenne la sua piena custodia nel 1921. A Maria Augusta fu dato questo diritto nonostante il fatto che fosse scappata via da suo marito e c'erano stati numerosi servitori che testimoniarono contro di lei. La difesa di Eitel aveva anche affermato che Maria Augusta non era una persona adatta per la tutela di Carlo Francesco. Maria Augusta andò in tribunale e comunque fece un appello con il cuore spezzato, che può aver contribuito a farle vincere la causa.
Nel 1922, Maria Augusta citò in giudizio l'ex Imperatore Guglielmo per il sostegno finanziario che le era stato promesso e per contratto di matrimonio di Gioacchino. L'Avvocato di Guglielmo provò che le leggi del Casato di Hohenzollern non erano più valide, e quindi non vi era alcun obbligo di sostenerla.
Nel 1926, sua madre si risposò con Johannes-Michael Freiherr von Loën. Divorziarono nel 1935.
Durante la seconda guerra mondiale, Carlo Francesco servì come tenente in una divisione auto blindata, e fu di stanza sul fronte polacco. Gli fu conferita la Croce di Ferro.

## Matrimoni

### Primo
Il 5 ottobre 1940, Carlo Francesco sposò la Principessa Enrichetta Erminia Wanda Ida Luisa di Schönaich-Carolath. Sua moglie era una figlia della Principessa Erminia Reuss di Greiz, che era stata la seconda moglie del nonno di Carlo Francesco, l'Imperatore Guglielmo II dal 1922 (Enrichetta era quindi la figliastra dell'Imperatore Guglielmo II). Tenutasi alla residenza privata di Guglielmo, senza tante cerimonie, lui ed Erminia parteciparono alla cerimonia, come fecero pochi altri ospiti. Il sindaco di Doorn celebrò la cerimonia.
Ebbero tre figli:
- Principe Francesco Guglielmo Vittorio Cristoforo Stefano di Prussia (nato il 3 settembre 1943), ha sposato la pretendente al trono russo Maria Vladimirovna di Russia. Il loro figlio è Georgij Michajlovič di Russia, Principe di Prussia, nato il 13 marzo 1981 in Spagna.
- Principe Federico Cristiano Ludovico di Prussia (3 settembre 1943 – 26 settembre 1943)
- Principe Francesco Federico Cristiano di Prussia (nato il 17 ottobre 1944) ha sposato morganaticamente nel 1970 Gudrun Edith Winkler, ha divorziato nel 1996, ha avuto una figlia; si è risposato nel 1999 con Susann Genske, senza figli.

Divorziarono il 5 settembre 1946.

### Secondo
Carlo Francesco si è sposato una seconda volta, morganaticamente, il 9 novembre 1946, con Luise Dora Hartmann (Amburgo, 5 settembre 1909 – Amburgo, 23 aprile 1961). La coppia non ha avuto figli e divorziò nel 1959.

### Terzo
Il Principe Carlo Francesco si sposò per la terza ed ultima volta, il 20 luglio 1959 a Lima in Perù, con Eva María Herrera y Valdeavellano (10 giugno 1922 Lima, Peru – 6 marzo 1987 Lima, Peru). Rimasero sposati fino alla morte del Principe Carlo Francesco ed ebbero due figlie femmine;
- Principessa Alessandra Maria Augusta Juana Consuelo di Prussia (nata il 29 aprile 1960 a Lima in Peru). Ha sposato Alberto Reboa nell'ottobre 1995 a Lima in Peru. Hanno due figli:
  - Alberto Reboa y von Preussen (n. 1994)
  - Alexandra Reboa y von Preussen (n. 1995)
- Principessa Désirée Anastasia Maria Benedicta di Prussia (nata il 13 luglio 1961 a Lima in Peru). Ha sposato Juan Carlos Gamarra y Skeels il 25 maggio 1983 a Lima in Peru. Hanno due figli:
  - Juan Francisco Gamarra y von Preussen (n. 1987)
  - Inés Gamarra y von Preussen (n. 1989).

## Ascendenza
|                                                                            |                            |                                                                   | Genitori                                                                 |  |  | Nonni |  |  | Bisnonni                 |  |  | Trisnonni               |  |
|                                                                            |                            |                                                                   |                                                                          |  |  |       |  |  | Federico III di Germania |  |  | Guglielmo I di Germania |  |
|                                                                            |                            |                                                                   |                                                                          |  |  |       |  |  | Federico III di Germania |  |  | Guglielmo I di Germania |  |
|                                                                            |                            | Principessa Augusta di Sassonia-Weimar-Eisenach                   |                                                                          |  |  |       |  |  | Federico III di Germania |  |  |                         |  |
| Guglielmo II di Germania                                                   |                            |                                                                   |                                                                          |  |  |       |  |  | Federico III di Germania |  |  |                         |  |
|                                                                            |                            | Vittoria, Principessa reale                                       | Principe Alberto di Sassonia-Coburgo e Gotha                             |  |  |       |  |  |                          |  |  |                         |  |
|                                                                            |                            | Vittoria, Principessa reale                                       | Principe Alberto di Sassonia-Coburgo e Gotha                             |  |  |       |  |  |                          |  |  |                         |  |
|                                                                            |                            | Vittoria, Principessa reale                                       | Vittoria del Regno Unito                                                 |  |  |       |  |  |                          |  |  |                         |  |
| Principe Gioacchino di Prussia                                             |                            | Vittoria, Principessa reale                                       |                                                                          |  |  |       |  |  |                          |  |  |                         |  |
|                                                                            |                            | Federico VIII, Duca di Schleswig-Holstein-Sonderburg-Augustenburg | Cristiano Augusto II, Duca di Schleswig-Holstein-Sonderburg-Augustenburg |  |  |       |  |  |                          |  |  |                         |  |
|                                                                            |                            | Federico VIII, Duca di Schleswig-Holstein-Sonderburg-Augustenburg | Cristiano Augusto II, Duca di Schleswig-Holstein-Sonderburg-Augustenburg |  |  |       |  |  |                          |  |  |                         |  |
|                                                                            |                            | Federico VIII, Duca di Schleswig-Holstein-Sonderburg-Augustenburg | Contessa Luisa Sofia di Danneskiold-Samsøe                               |  |  |       |  |  |                          |  |  |                         |  |
| Principessa Augusta Vittoria di Schleswig-Holstein-Sonderburg-Augustenburg |                            | Federico VIII, Duca di Schleswig-Holstein-Sonderburg-Augustenburg |                                                                          |  |  |       |  |  |                          |  |  |                         |  |
|                                                                            |                            | Principessa Adelaide di Hohenlohe-Langenburg                      | Ernesto I, Principe di Hohenlohe-Langenburg                              |  |  |       |  |  |                          |  |  |                         |  |
|                                                                            |                            | Principessa Adelaide di Hohenlohe-Langenburg                      | Ernesto I, Principe di Hohenlohe-Langenburg                              |  |  |       |  |  |                          |  |  |                         |  |
|                                                                            |                            | Principessa Adelaide di Hohenlohe-Langenburg                      | Principessa Fedora di Leiningen                                          |  |  |       |  |  |                          |  |  |                         |  |
| Principe Carlo Francesco di Prussia                                        |                            | Principessa Adelaide di Hohenlohe-Langenburg                      |                                                                          |  |  |       |  |  |                          |  |  |                         |  |
|                                                                            | Federico I, Duca di Anhalt | Leopoldo IV, Duca di Anhalt                                       |                                                                          |  |  |       |  |  |                          |  |  |                         |  |
|                                                                            | Federico I, Duca di Anhalt | Leopoldo IV, Duca di Anhalt                                       |                                                                          |  |  |       |  |  |                          |  |  |                         |  |
|                                                                            | Federico I, Duca di Anhalt | Principessa Federica Guglielmina di Prussia                       |                                                                          |  |  |       |  |  |                          |  |  |                         |  |
| Edoardo, Duca di Anhalt                                                    | Federico I, Duca di Anhalt |                                                                   |                                                                          |  |  |       |  |  |                          |  |  |                         |  |
|                                                                            |                            | Principessa Antonietta di Sassonia-Altenburg                      | Principe Edoardo di Sassonia-Altenburg                                   |  |  |       |  |  |                          |  |  |                         |  |
|                                                                            |                            | Principessa Antonietta di Sassonia-Altenburg                      | Principe Edoardo di Sassonia-Altenburg                                   |  |  |       |  |  |                          |  |  |                         |  |
|                                                                            |                            | Principessa Antonietta di Sassonia-Altenburg                      | Principessa Amalia di Hohenzollern-Sigmaringen                           |  |  |       |  |  |                          |  |  |                         |  |
| Principessa Maria Augusta di Anhalt                                        |                            | Principessa Antonietta di Sassonia-Altenburg                      |                                                                          |  |  |       |  |  |                          |  |  |                         |  |
|                                                                            |                            | Principe Maurizio di Sassonia-Altenburg                           | Giorgio, Duca di Sassonia-Altenburg                                      |  |  |       |  |  |                          |  |  |                         |  |
|                                                                            |                            | Principe Maurizio di Sassonia-Altenburg                           | Giorgio, Duca di Sassonia-Altenburg                                      |  |  |       |  |  |                          |  |  |                         |  |
|                                                                            |                            | Principe Maurizio di Sassonia-Altenburg                           | Duchessa Maria Luisa di Meclemburgo-Schwerin                             |  |  |       |  |  |                          |  |  |                         |  |
| Principessa Luisa Carlotta di Sassonia-Altenburg                           |                            | Principe Maurizio di Sassonia-Altenburg                           |                                                                          |  |  |       |  |  |                          |  |  |                         |  |
|                                                                            |                            | Principessa Augusta di Sassonia-Meiningen                         | Bernardo II, Duca di Sassonia-Meiningen                                  |  |  |       |  |  |                          |  |  |                         |  |
|                                                                            |                            | Principessa Augusta di Sassonia-Meiningen                         | Bernardo II, Duca di Sassonia-Meiningen                                  |  |  |       |  |  |                          |  |  |                         |  |
|                                                                            |                            | Principessa Augusta di Sassonia-Meiningen                         | Principessa Maria Federica d'Assia-Kassel                                |  |  |       |  |  |                          |  |  |                         |  |
|                                                                            |                            | Principessa Augusta di Sassonia-Meiningen                         |                                                                          |  |  |       |  |  |                          |  |  |                         |  |